# Jerzy Duca
Jerzy Duca (rum. Gheorghe Duca; w niektórych tekstach polskich – Dukas, zm. 1685) – hospodar Mołdawii, w latach 1665–1666, 1668–1672 i 1678–1683, jako Jerzy III, oraz hospodar Wołoszczyzny, w latach 1673–1678, jako Jerzy II.

## Biografia

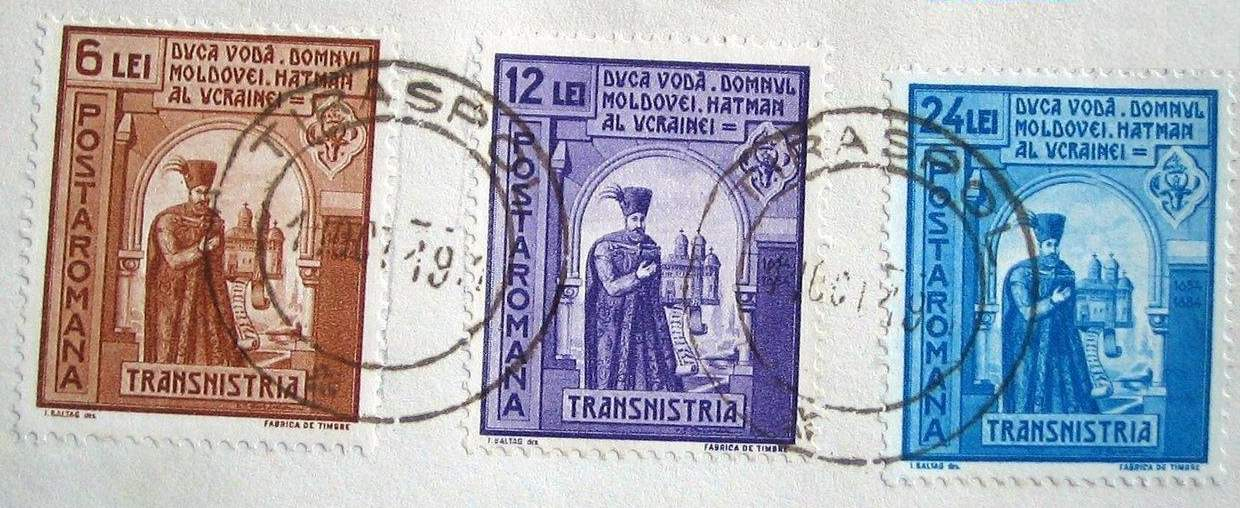
Rumuńskie znaczki pocztowe z 1941 z podobizną Jerzego Duki i podpisem: „hospodar Mołdawii, hetman Ukrainy”

Pochodził z rodziny greckiej rodziny Ducasów. Kilkakrotnie obejmował rządy w Mołdawii i na Wołoszczyźnie, jednak na krótkie okresy, osadzany i odwoływany przez Turków. 
W 1672 odsunięty od władzy pod zarzutem opóźnienia z posiłkami dla tureckiej wyprawy przeciwko Polsce (jej efektem było zdobycie Kamieńca Podolskiego). Władzę na Wołoszczyźnie objął w ramach porozumienia z rodem Cantacuzino – odwołany został, gdy doszło do konfliktu z nim. 
W czasie swoich trzecich rządów w Mołdawii próbował realizować plan rozszerzenia znajdujących się pod kontrolą mołdawską terenów na północnym brzegu Dniestru (włączonych do Mołdawii przez Turków po zwycięstwie w 1672), tytułował się nawet hetmanem kozackim. Jego siedzibą miała być wtedy podolska Peczara. W 1683 wziął udział w wyprawie tureckiej na Wiedeń – po porażce w bitwie pod jego murami, wracając do kraju (gdzie wcześniej wybuchł bunt bojarów, oczekujących polskiej pomocy przeciw Turkom) został ujęty przez Polaków. Zmarł we Lwowie. Był ojcem hospodara Konstantyna Duki.
Był często przywoływany w Rumunii podczas drugiej wojny światowej z powodu swojego panowania na ziemiach za Dniestrem – w 1941 włączono w granice Rumunii tereny pomiędzy Dniestrem a Bohem (tzw. Transnistrię).